# Le Piano oublié

Le Piano oublié est un téléfilm français réalisé par Henri Helman et diffusé en 2007, puis en 2009.

## Synopsis
Grand pianiste de renommée internationale, Julien Fontanet se souvient... En 1961, dans le village où il a grandi, Sainte-Cécile, malgré son jeune âge, Julien est déjà fin mélomane. En effet, non seulement ce garçon bénéficie d'un véritable talent, en faveur de sa mère, mais également il est doté d'une oreille absolue. Mais sa passion pour la musique ne plaît pas à son père, qui souhaite voir son fils reprendre l'entreprise familiale. Un jour, Julien découvre par hasard un piano oublié dans une bergerie abandonnée, ainsi que son mystérieux propriétaire, Benjamin, qui va lui révéler un lourd secret. Julien va remonter peu à peu le cours des souvenirs pour découvrir l'histoire de son nouvel ami Benjamin qui lui enseigne si profondément le piano. Son enquête avec son amie Rosine l'amène bientôt sur le passé noir de son père. En réalité, Benjamin s'étant marié avec une juive Sarah était un des plus grands pianistes de l'époque jusqu'à ce que l'armée allemande occupe Paris. Enfin, ce grand musicien parachève sa succession juste avant sa mort, en choisissant Julien en tant que son héritier. Il l'appelle son "dernier fils".

## Fiche technique
- Titre : Le Piano oublié
- Réalisation : Henri Helman.
- Production : Septembre Production. Jean Nainchrick
- Scénario : Noël Sisinni,
- Adaptation : Catherine Borgella et Henri Helman , .
- Montage :
- Musique : Marc Marder.
- Durée : 100 minutes
- Date de sortie :

## Distribution
- Corentin Martel : Julien Fontanet
- Jean-Michel Noirey : Michel Fontanet, le père
- Isabelle Renauld : Marguerite Fontanet, la mère
- Jacques Perrin : Benjamin Rosenbourg
- Bertille Chabert : Rosine
- Julien Tortora : Vincent
- Béatrice Audry : Lucie
- Maurice Mons : Marcel Rouvière
- Jean-Claude Mathon : Curé
- Marie-Laure Girard : Sarah Rosenbourg
- Thierry Rosbach : Julien Fontanet adulte
- Grégory Ballesteros : Serge Lebovitch

## Autour du film
- “Le piano oublié“ a été tourné à Allègre ainsi qu'à Saint-Paulien et à Varennes-Saint-Honorat dans la Haute-Loire, dans le Parc naturel régional Livradois-Forez, en mars 2006. Il est évident que le nom de village natal de Julien, Sainte-Cécile, a été inspiré par Sainte Cécile, patronne des musiciens.
- Il a été diffusé pour la première fois le jeudi 12 avril 2007 à 20h50 sur France 3, puis le jeudi 19 février 2009.
- Ce film a bénéficié du soutien de la Commission du Film Auvergne qui offre une assistance aux projets de tournage en Auvergne.
- Le rôle du pianiste Serge Lebovitch a été interprété par Grégory Ballesteros, diplôme national d'études supérieurs de musique, qui avait étudié au sein du Conservatoire national supérieur de musique et de danse de Lyon[1]. De même, c'est Thierry Rosbach, professeur de piano et de musique de chambre au Conservatoire national de région de Dijon ainsi qu'au Conservatoire national supérieur de musique et de danse de Lyon, qui joue Julien Fontanet adulte[2]. Enfin, dans le film, Benjamin précise un jour à Julien : "...que je suis professeur de direction d'orchestre au Conservatoire musical de Lyon." En fait, Jacques Perrin avait joué le rôle de Pierre Morhange adulte, en tant que grand chef d'orchestre, si parfaitement, au début des Choristes. La mère de maestro Pierre aussi l'avait inscrit au "Conservatoire de musique de Lyon". Ainsi est-il possible qu'en gardant une continuité, ces deux films tournés en Auvergne soient consacrés à ce grand conservatoire français, un des deux conservatoires nationaux supérieurs de musique.

## Extraits musicaux
Le film comporte, bien entendu, un certain nombre de chefs-d'œuvre du piano. Les pays d'origine des compositeurs sont soigneusement sélectionnés.
- Robert Schumann (allemand) : les Scènes d'enfants, op.15, n°1, Gens et pays étrangers (1838)

Pièce préférée de Julien, grâce à laquelle il gagne le premier prix.
- Frédéric Chopin (polonais) : Nocturne, op.9, n°2, Andante en mi bémol majeur (1830-31)

Chez Rosine, elle et Julien écoutent ce beau nocturne qu'elle apprécie. Il s'agit du disque que Julien a décroché, car il adore également Chopin. Il est symbolique que cet enregistrement ait été interprétée par Arthur Rubinstein, grand pianiste polonais ainsi que juif. À savoir, la musique annonce déjà le sujet de ce film. Par ailleurs, le nocturne vraiment romantique suggère leur avenir, un mariage amoureux.
- Jean Sebastian Bach (allemand) : Petits livres de notes d'Anna Magdalena Bach, Menuet en sol majeur, BWV Anh. 114 [4]

Il s'agit de la première étude choisie par Benjamin.
- Jean Sebastian Bach : Petit prélude en mi mineur, BWV938

Deuxième étude, donc plus difficile.
- Franz Liszt (hongrois) : Sonate pour piano en si mineur, S.178 (1852-53)

Avant de succéder à Benjamin en tant que professeur, Serge joue cette pièce en concert, à Lyon. Julien et Rosine ont été invités par Benjamin.
- Franz Schubert (autrichien) : Moments musicaux, D.780, n°3, Allegro moderato en fa mineur (Air russe).

À la fin du film, ce morceau relie trois temps importants : d'abord, Benjamin le joue en 1944 dans sa bergerie, à la suite de la nouvelle confidentielle du Débarquement. Pourtant, cela provoque une catastrophe pour sa famille, à cause du père de Julien. Ensuite, après la mort de Benjamin, Julian arrive au conservatoire de Lyon avec la partition de cette œuvre, en rendant hommage à cet aimable professeur, lors de son concours. Enfin, il s'agit d'un concert de Schubert. Approchant l'âge de son bon ami au moment du trépas, Julien Fontanet l'interprète si profondement que cette musique, héritage de Benjamin, charme tous les amateurs dans la salle dont Rosine, sa femme
Mais pourquoi Benjamin enseigne-t-il à Julien la musique de Bach, au lieu de celle de François Couperin ou de Jean-Philippe Rameau ? Ni Benjamin ni Julien n'aiment-il pas la musique française ? Si. ... Parce que le « Piano oublié » est une grande histoire de réconciliation. Avant de rencontrer le fils de l'imprimeur, Benjamin est déjà réconcilié avec la musique de l'Allemagne. C'est le pays de Bach, ... plus celui de la Gestapo qui avait envoyé sa femme et ses beaux-parents à Auschwitz. S'il peut parachever finalement sa réconciliation avec la famille Fontanet, c'est grâce à la qualité et à la force de la musique européenne. En effectuant son éducation exceptionnelle, Benjamin manifeste à Julien : « La musique, ça vit ! ». Dans le film, elle neutralise tout.

## Discographie
- DVD (novembre 2011) : Vidéo Evasion EDV1024, avec la participation de France 3 et la région Rhône-Alpes